# Melitaea mandarina
Melitaea mandarina är en fjärilsart som beskrevs av Adalbert Seitz 1909. Melitaea mandarina ingår i släktet Melitaea och familjen praktfjärilar. Inga underarter finns listade i Catalogue of Life.